# Józef Krawiec
Józef Krawiec (ur. 17 marca 1965 w Strzelcach Opolskich) – polski ksiądz katolicki, kapłan diecezji opolskiej, działacz społeczny.

## Życiorys
Święcenia kapłańskie przyjął w 1990. W 1998 założył z pomocą władz samorządowych dom dla bezdomnych mężczyzn, położony na terenie byłego folwarku Stadniny Koni w Strzelcach Opolskich i zamieszkał ze swoimi podopiecznymi. W 2002 należał do założycieli Stowarzyszenie Pomocy Wzajemnej "Barka" w Strzelcach Opolskich, które zajmuje się pomocą osobom bezdomnym. Jest również kapelanem zakładów karnych w Strzelcach Opolskich.
Za swoją działalność otrzymał m.in. Złotą Spinkę (2008) - wyróżnienie Nowej Trybuny Opolskiej, wyróżnienie w konkursie Społecznik Roku 2010 tygodnika Newsweek Polska oraz Nagrodę im. księdza Józefa Tischnera (2016).